# Margarida Botelho
Margarida Botelho (Almada, 1979) é uma escritora portuguesa. Venceu o Prémio Literário Maria Rosa Colaço em 2008.

## Percurso
Licenciada em Arquitetura pela Universidade Técnica de Lisboa e Mestre em Sequential Design/ illustration pela Universidade de Brighton, desde 2005 que publica livros para o público infanto-juvenil onde constrói as palavras e as imagens dessas casas/livros. Como acredita no compromisso entre arte, educação e mundo social desenvolve experiências educativas com várias comunidades em vários contextos. Idealiza e realiza projetos artístico-educativos em bibliotecas, escolas, centros culturais e sociais, museus em Portugal e noutros países. Criou com Mário Rainha Campos o projeto Encontros e realizou-o em Moçambique, na Índia, no Brasil e em Timor-Leste, destas viagens resultou a coleção de livros POKA POKANI. 

## Obras Seleccionadas
Livros 
- Os Lugares de Maria
- A Casa da Árvore
- A Coleção
- As Cozinheiras de Livros
- Eva/Eva
- Yara/Iara
- Lya/Lia

Ilustração
- Os quatro comandantes da cama voadora, livro de David Machado, ISBN 978-972-23-3727-4 [5]

## Prémios
- 2008 - Prémio Literário Maria Rosa Colaço com o livro As cozinheiras de livros [6][7]
- 2015 - Foi uma das candidatas ao Prémio ALMA – Prémio Memorial Astrid Lindgren, como promotora da leitura com o projeto ENCONTROS. [8][9]